# Marcel Reymond
Marcel Alfred Reymond (* 7. Juli 1911 in Sainte-Croix; † 4. Oktober 2002 ebenda) war ein Schweizer Skispringer.

## Werdegang
Reymond nahm 1933 an der Nordischen Skiweltmeisterschaft in Innsbruck teil und gewann auf der Bergiselschanze vor Rudolf Burkert und Sven Selånger die Goldmedaille. Er verbesserte dabei den alten Schanzenrekord, der seit 1927 bei 47,5 m lag, auf 70,5 m. Mit der gleichen Weite landete jedoch auch der Österreicher Josef Gumpold. Der Schanzenrekord hielt jedoch nur einen Tag. Am 13. Februar 1933 wurde er vom Norweger Birger Ruud um weitere 3,5 m auf 74 m übertroffen und blieb anschliessend für 22 Jahre bestehen. Reymond war der erste Schweizer Skispringer, der bei einer Weltmeisterschaft eine Goldmedaille gewinnen konnte. Erst 1972 gelang es mit Walter Steiner beim Skifliegen wieder einem Schweizer, eine Goldmedaille erringen. 2007 konnte mit Simon Ammann in Sapporo letztlich wieder ein Schweizer den Titel bei der Nordischen Ski-WM gewinnen.

## Erfolge

### Schanzenrekorde
| Ort       | Land       | Weite              | aufgestellt am   | Rekord bis       |
| --------- | ---------- | ------------------ | ---------------- | ---------------- |
| Innsbruck | Österreich | 70,5 m (HS: 130 m) | 12. Februar 1933 | 13. Februar 1933 |